# Berlinghausen (Attendorn)
Berlinghausen  ist ein Ortsteil der Stadt Attendorn im Kreis Olpe (Nordrhein-Westfalen) und hat 21 Einwohner (Stand 30. Juni 2024).

## Geografie
Berlinghausen liegt südlich des Kernortes Attendorn, östlich liegt Hofkühl und südwestlich liegen die Orte Bremge/Biggesee und Bürberg. Südöstlich erhebt sich der Berg Auf der Mark mit 555 m ü. NHN. Durch den Ort und weiter durch das Bremgetal fließt der Bremgebach in westlicher Richtung zum Biggesee. Den Ort und das Tal umschließt das Naturschutzgebiet „Bremgetal und Seitentäler“. Eine ehemalige Turmhügelburg aus dem 13. Jahrhundert, das Kulturdenkmal „Motte Berlinghausen“, liegt südwestlich in Nähe der Biggeseestraße (K 17), dem Bremgebach und Bürberg.

## Geschichte
Berlinghausen war vermutlich eine im 10. Jahrhundert entstandene Siedlung vom sogenannten „-inghausen“-Typ. Wie das Grundwort -hausen erkennen lässt, sind die Ortsnamen auf -inghausen ihrem Ursprung nach reine Siedlungsbezeichnungen. Ihr Bestimmungswort ist ein altsächsischer männlicher Personenname, der den Besitzer der betreffenden Siedlung zum Zeitpunkt der Namensgebung, jedoch nicht unbedingt auch ihre Entstehung nennt. Der Ortsname kann demnach als bei den Häusern der Leute des Berilo bzw. Bern(i), Berno gedeutet werden.
Eine ehemalige mittelalterliche Siedlung (Gut, Hof, Kotten) ist aber unerwähnt und muss somit im Laufe der Zeit untergegangen sein (Wüstung). Erstmals wurde Bernynckhuesen 1516 als Flurname erwähnt. 1670 geht es vor dem Lehnsgericht um ein Lehen des Peter Becker. 1698 und 1740 um eine Wiese bei Berlinghausen. 1819 bietet Johann Beul für ein Grundstücksverkauf als Sicherheit ein Grundstück in Berlinghausen an.
In der südwestlich liegenden ehemaligen Motte soll sich laut einer Sage der Ritter von Berlinghausen aufgehalten haben, der die durch sein Gebiet reisenden Kaufleute und Fuhrleute überfiel und ausraubte. Die Attendorner Bürger mit ihren Schützen, so berichtet die Sage, lauerten dem listigen und gefährlichen Raubritter lange Zeit auf, bis sie ihn und seine Frau, die ihn begleitete, endlich einmal auf dem Weg zurück von Helden erwischten und beide ermordeten. Nach der Mordtat wurde seine Burg geplündert und in Brand gesteckt. Ein ungefähr 1000 Morgen großer Waldkomplex, der zur Burg gehörte, soll danach in den Besitz der Stadt Attendorn übergegangen sein. Die Schützen, die eine Hauptrolle bei der Ausschaltung des Ritters gespielt hatten, bekamen das Recht, in der Zeit vom 28. Dezember bis zum 20. Januar die städtische Jagd auszuüben.
Wer die kleine Turmhügelburg an der Bremge zwischen Bürberg und Berlinghausen damals erbauen ließ, ist nicht bekannt. Heute halten Historiker es aber für möglich, dass es sich dort um den Sitz der Ritter von Bredenbeke gehandelt haben könnte. Urkundlich bezeugt im Attendorner Raum 1214 und 1228 mit dem Ministeriale Rotger von Bredenbeke, und im Jahr 1285 mit Thilemann von Bredenbeke. Der mittelalterliche Orts- oder Gewässername Bredenbeke entwickelte sich in späteren Jahrhunderten fast immer zur Kurzform Bremke oder Bremge.
In den Waldungen bei Berlinghausen war früher das gemeinschaftliche Hüten von Rindvieh, Ziegen und Schafen in getrennten Herden, auch Hude genannt, üblich. Die Tiere von den Bauern der Umgebung wurden in dem Heide- und Wildland von gemieteten Hirten beaufsichtigt. Die der Stadt Attendorn gehörenden ausgedehnten Waldbesitzungen sollten aber nun, langfristig gesehen, einer rentablen forstwirtschaftlichen Nutzung zugeführt werden. Deshalb wurde im Jahre 1860 diese Wald-/Weide-Bewirtschaftsform (Gemeinde-Hude) von der Stadt Attendorn verboten und aufgehoben.
In den Adressbüchern des Kreises Olpe ist Berlinghausen bis 1956 nicht aufgeführt. Erst im Jahre 1957 ist der Ort wieder als Siedlung feststellbar. In der Einwohnerstatistik der Stadt Attendorn vom 31. Dezember 1988 hatte Berlinghausen 23 Einwohner.
Berlinghausen gehörte zur Gemeinde Helden, die im Rahmen der kommunalen Neugliederung 1969 teilweise in die Stadt Attendorn eingegliedert wurde. In diesem Zuge wurde auch die einklassige Schule in Repe geschlossen, die neben den Kindern aus Berlinghausen, auch die aus Hofkühl, Rieflinghausen und Repe unterrichtete.